# Trockengebiete nordwestlich Mittelstreu
Das Naturschutzgebiet Trockengebiete nordwestlich Mittelstreu liegt auf dem Gebiet des unterfränkischen Landkreises Rhön-Grabfeld. Das Gebiet erstreckt sich südöstlich von Frickenhausen, einem Ortsteil der Stadt Mellrichstadt, und westlich von Oberstreu. Am nördlichen Rand verläuft die NES 39, unweit östlich verläuft die St 2445 und fließt die Streu, etwas weiter östlich verläuft die A 71.

## Bedeutung
Das 268,54 ha große Gebiet mit der Nr. NSG-00744.01 wurde mit Verordnung vom 12. April 2010 unter Naturschutz gestellt.